# میهن‌پرست (کتاب)
میهن‌پرست: زندگی‌نامه کتابی غیرداستانی و پسامرگ به قلم رهبر اپوزیسیون روسیه آلکسی ناوالنی است که توسط انتشارات آلفرد ای. کناف در اکتبر ۲۰۲۴ منتشر شد. این کتاب که به عنوان زندگی‌نامه توصیف شده، دومین کتاب ناوالنی است و پس از نیروهای مخالف (۲۰۱۶) منتشر شده است. میهن‌پرست به زندگی و فعالیت‌های ناوالنی می‌پردازد.

## خلاصه
در میهن‌پرست، ناوالنی به شرح زندگی و فعالیت‌های خود پرداخته است. بخش اول کتاب به صورت روایت زندگی و فعالیت‌های او است و بخش دوم به صورت خاطرات زندان است - بخشی از آن به توصیف ملال، تنهایی و رنج زندگی در چنین زندانی می‌پردازد و همچنین تأملاتی در مورد موضوعات متنوعی از «ادبیات فرانسوی قرن نوزدهم تا بیلی آیلیش» را شامل می‌شود. این بخش همچنین نشانگر مبارزهٔ طولانی او با ناامیدی علیرغم مجازات‌های اعمال‌شده توسط مقامات است و به خوانندگان توصیه‌هایی برای از دست ندادن امید می‌دهد.
کتاب همچنین شامل یک بیانیه برای تحول روسیه است که شامل «انتخابات آزاد، مجمع قانون اساسی، تمرکززدایی و گرایش به اروپا» است. آخرین نوشته در زندگی‌نامه در تاریخ ۱۷ ژانویهٔ ۲۰۲۴، چند هفته قبل از مرگ او ثبت شده است.

## نگارش
ناوالنی نگارش میهن‌پرست را در آلمان و پس از مسمومیت با مادهٔ اعصاب عوامل نوویچوک در اوت ۲۰۲۰ آغاز کرد. او در فوریهٔ ۲۰۲۱ به روسیه بازگشت، زمانی که بخش عمده‌ای از زندگی‌نامهٔ خود را نوشته بود و سپس دستگیر شد. در اوت ۲۰۲۳، به اتهام افراط‌گرایی به ۱۹ سال زندان محکوم شد. در فوریهٔ ۲۰۲۴، او در اردوگاه مجازات در شمالگان روسیه درگذشت.

## ویرایش و انتشار
میهن‌پرست توسط آرچ تایت و استیون دالزیل از روسی به انگلیسی ترجمه شد.
این کتاب توسط انتشارات آلفرد ای. کناف و همسر ناوالنی، یولیا ناوالنایا در ۱۱ آوریل ۲۰۲۴ معرفی شد. ناوالنایا دست‌نوشته را ویرایش و نهایی کرد. او در ایکس اعلام کرد که میهن‌پرست به یازده زبان، از جمله نسخه‌ای به زبان روسی منتشر شده است.
این کتاب در تاریخ ۲۲ اکتبر ۲۰۲۴ توسط کناف در ایالات متحده و توسط بادلی هد (از زیرمجموعه‌های پنگوئن در بریتانیا) منتشر شد. یولیا ناوالنایا در آستانهٔ انتشار کتاب با بی‌بی‌سی مصاحبه کرد.
این کتاب به زبان روسی منتشر خواهد شد، اما در روسیه توزیع نخواهد شد. دولت روسیه و رسانه‌های دولتی از انتشار آن چشم‌پوشی کردند.

## نقدها
لوک هاردینگ، نویسندهٔ گاردین, این کتاب را به عنوان «روایتی روشن از زندگی و دوران تاریک ناوالنی» و «چالشی از فراسوی گور برای حاکمان مرگ‌پرست روسیه» تحسین کرد.
میخائل زیگار از ونتی فر تفاوت لحن در بخش‌های مختلف کتاب را برجسته کرد و بخش اول را ساده و طنزآمیز توصیف کرد، در حالی که نوشتن خاطرات زندان «وحشتناک اما غیرقابل توقف» بود.